# Глебович, Николай Янович
Никола́й Я́нович Глебо́вич (? — 18 ноября 1632, Прага, Варшава), подстолий литовский (с 1605), воевода смоленский (с 1611), каштелян виленский (с 1621).

## Биография
Получил кальвинистское воспитание, позднее перешёл в католицизм. Основал бернардинский костёл и монастырь в Дубровно. 
Возможно, также построил деревянный костёл в Заславле. Заславльский кальвинистский собор Н. Я. Глебович передал католикам.

## Семья
Был женат с 1 февраля 1606 года на Марцебеле Анне Корецкой (1590—1648), дочери князя Иоахима Корецкого и Анны Ходкевич, с которой имел двух сыновей: 
- Ян Самуэль[3] (1609—1633)

- Юрий (Ежи) Кароль (1614—1669)